# Riksdagen 1769–1770
Riksdagen 1769–1770 ägde rum i Stockholm och Norrköping.
Ständerna sammanträdde den 22 april 1769. Det viktiga valet av lantmarskalk föll på Hattpartiets kandidat Axel von Fersen d.ä. som fick 604 röster. 370 röster tillföll Thure Gustaf Rudbeck  som tillhörde Mösspartiet. De övriga ståndens talmän blev följande:
- Prästeståndet: Ärkebiskopen Petrus Filenius
- Borgarståndet: Borgmästaren i Stockholm Engelbert Gother
- Bondeståndet: Herr Olof Håkanson från Lösens socken och by, Blekinge till 1769, Lars Torbiörnsson 1769-1770

Riksdagen avslutades den 5 februari 1770.
På denna riksdag tog Hattpartiet över regeringsmakten från Mösspartiet. I talmansvalen fick Hattarna övertag över hela linjen. Partiet fullföljde sina framgångar vid valen till utskotten, vilka samtliga föll i händerna på deras och hovets anhängare. Sekreta utskottet kom med en rad anmärkningspunkter mot rådsherrarna, bland annat för att de under Decemberkrisen haft för avsikt att ända till hösten 1770 regera riket med en namnstämpel i kungens ställe. Utskottet kom fram till att ständerna borde döma tio av rådets medlemmar förlustiga sina ämbeten, och detta bifölls av alla stånden – hos borgare och bönder till och med utan votering. Eftersom det redan före riksdagen fanns tre platser lediga i rådet blev totalt 13 platser nu besatta med män från Hattpartiet och Hovpartiet.
Under riksdagen fick de två yngre prinsarnas förälskelser politisk betydelse. Mössorna med stöd av familjen Horn lovade att utverka riksdagens godkännande till ett giftermål mellan Brita Horn och  prins Karl mot Karls stöd för deras parti, och som ett motdrag erbjöd Hattarna familjen von Fersen att utverka riksdagens stöd till ett äktenskap mellan  prins Fredrik och Ulla von Fersen, men det förslaget avböjdes av den ovilliga familjen von Fersen.
Bondeståndets talman Olof Håkanson avled under pågående riksdag 18 november 1769. Hans begravning i Riddarholmskyrkan 24 november ombesörjdes av Axel von Fersen, men kvarlevorna flyttades i februari året efter till hembyggdskyrkan i Lösen.